# The Curse of the Werewolf
The Curse of the Werewolf (bra/ptr: A Maldição do Lobisomem) é um filme britânico de 1961, dirigido por Terence Fisher, roteirizado por Anthony Hinds (como John Elder), baseado no livro The Werewolf of Paris de Guy Endore, maquiagem Roy Ashton e música de Benjamin Frankel.
Único filme sobre licantropia produzido pela Hammer Film Productions, The Curse of the Werewolf traz o ator Oliver Reed em um de seus primeiros papéis de destaque. Livremente baseado no romance The Werewolf of Paris, o filme desloca a ação para a Espanha do século XVIII, apesar do romance original ser intitulado The Werewolf of Paris. Isso ocorreu para que a produtora pudesse aproveitar os cenários já construídos de um projeto chamado The Inquisitor, sobre a inquisição espanhola, que havia sido abandonado. No Brasil, o filme recebeu o título de A Maldição do Lobisomem.

## Sinopse
Sobre um bebê indesejado, nascido na noite de Natal, caiu uma terrível maldição. Criado por Don Alfredo (Clifford Evans), o jovem Leon (interpretado na fase adulta por Oliver Reed) passa a sofrer transformações com a chegada da lua cheia. Só o amor verdadeiro e a compreensão podem salvá-lo de seu terrível destino.

## Elenco
- Clifford Evans ....... Don Alfredo Corledo
- Oliver Reed ....... Leon Corledo
- Yvonne Romain ....... a filha de Jailer
- Catherine Feller ....... Cristina Fernando
- Anthony Dawson ....... Marquês Siniestro
- Josephine Llewellyn ....... Marquesa
- Richard Wordsworth ....... Beggar
- Hira Talfrey ....... serva de Teresa, Corledo
- Justin Walters ....... o jovem Leon
- John Gabriel ....... Padre
- Warren Mitchell ....... Pepe Valiente
- Anne Blake ....... Rosa Valiente